# Follow LP
Follow LP je prvi studijski album labinskog indie pop rock sastava The Orange Strips, kojeg 2008. godine sastav nakon iznimno loših uvjeta ponuđenih od strane nekoliko izdavačkih kuća u Hrvatskoj objavljuju sami putem vlastite Udruge OSA.

## Popis pjesama
1. "Song Without a Hero"
2. "Northern Lights"
3. "Kissed A Girl (It Wasn’t You)"
4. "Phone Cardiff"
5. "Chinese Box"
6. "Naked"
7. "Gino Stavros"
8. “Follow”
9. "Madras (Come Again)"
10. "The Fire"
11. "Letters In Your Mailbox"
12. "Loell Duinn"

## Vanjske poveznice
- Recenzija albuma HiFi Media  Arhivirana inačica izvorne stranice od 11. lipnja 2009. (Wayback Machine)
- Recenzija albuma Terapija.net
- Recenzija albuma Muzika.hr  Arhivirana inačica izvorne stranice od 20. kolovoza 2008. (Wayback Machine)